# Van Helsing (filme)
Van Helsing (bra: Van Helsing - O Caçador de Monstros; prt: Van Helsing) é um filme norte-americano de 2004, dos gêneros ação, fantasia, terror e aventura, dirigido e escrito por Stephen Sommers.
Gravado principalmente em Praga e com recursos de computação gráfica, o filme apresenta uma nova versão da história do Conde Drácula (de Bram Stoker) e de outros monstros, como Frankenstein (de Mary Shelley), o dr. Jekyll de O Médico e o Monstro (de Robert Louis Stevenson), ao corcunda de Notre-Dame (de Victor Hugo) e ao mito universal do lobisomem. Diferindo da obra de Stoker, este Van Helsing tem como prenome Gabriel, em vez de Abraham.

## Elenco
- Hugh Jackman ... Gabriel Van Helsing/ O Arcanjo Gabriel/ A Mão esquerda de Deus
- Kate Beckinsale ... Anna Valerious
- Richard Roxburgh ... Drácula/ Vladislaus Dragulia
- David Wenham ... Carl
- Shuler Hensley ... Frankenstein
- Elena Anaya ... Aleera
- Will Kemp ... Velkan Valerious
- Kevin J. O'Connor ... Igor
- Alun Armstrong ... Cardinal Jinette
- Silvia Colloca ... Verona
- Josie Maran ... Marishka
- Tom Fisher ... Top Hat
- Samuel West ... Dr. Victor Frankenstein
- Stephen Fisher ... Dr. Henry Jekyll
- Robbie Coltrane ... Mr. Hyde

## Sinopse
O famoso monstro e assassino Gabriel Van Helsing é mandado para a Transilvânia para ajudar o último da linhagem dos Valerious em derrotar o Conde Drácula. Anna Valerious conta que Drácula formou uma aliança profana com o monstro do Dr. Frankenstein e está impondo uma maldição sobre sua família. Anna e Van Helsing estão determinados a destruir seu inimigo em comum, mas descobrem alguns segredos perturbadores ao longo do caminho.